# Guillaume Rémy
Guillaume Rémy (Seraing, 26 agosto 1856 – Nantes, 16 giugno 1932) è stato un violinista e insegnante belga.

## Biografia
Guillaume Antoine Rémy è stato un violinista e didatta belga. Fu compagno di studi di Eugène Ysaÿe al Conservatorio di Liegi studiando violino con Désiré  Heynberg; poi fu allievo di Hubert Léonard e di Joseph Massart al Conservatorio di Parigi. Completò gli studi con un Premier prix nel 1873 ex aequo con Ysaÿe.
Fu attivo in Francia dalla fine dell’Ottocento, iniziando come spalla dell'Orchestre Colonne. Insieme a Martin Marsick, fu professore al Conservatorio di Parigi. Insegnò dal 1896 al 1930. Tra i suoi allievi spiccano le figure di Sven Kjellstrom, Samuel Dushkin, Joseph Calvet, Sophie-Carmen Eckhardt-Gramatté, Daniel Guilet, Luis Antón, Marcel Reynal e Henri Merckel. Rémy svolse attività di musica da camera in diverse formazioni, e attività di solista collaborando con diversi compositori.
Entrando in contatto con alcuni compositori franco-belgi residenti a Parigi, Rémy prese parte a numerose prime esecuzioni tra le quali musiche di César Franck, , Ernest Chausson, Gabriel Fauré, Camille Saint-Saëns (in alcuni casi sostituendo all'ultimo minuto il collega Eugène Ysaÿe).   
È morto nel 1932.

## Prime esecuzioni
- 1880.  César Franck, Quintetto in fa minore per pianoforte e archi; prima esecuzione a Parigi 17 gennaio 1880, con Armand Marsick (1° violino), Guillaume Rémy (2° violino), Louis Van Waefelghem (viola), Richard Loys (violoncello), Camille Saint-Saëns (pianoforte).
- 1882. Ernest Chausson, Trio in sol minore per pianoforte, violino e violoncello op. 3; prima esecuzione 8 aprile 1882 a la « Société Nationale de Musique » di Parigi, con André Messager (pianoforte), Guillaume Rémy (violino), Jules Delsart (violoncello).
- 1887. Gabriel Fauré, Quartetto n. 2 per pianoforte, violino, viola e violoncello in sol minore op. 45; prima esecuzione 22 gennaio 1887 a Parigi (Société Nationale de Musique), Gabriel Fauré (pianoforte), Guillaume Rémy (violino), Louis Van Waefelghem (viola), Jules Delsart (violoncello).
- 1898. Camille Saint-Saëns, Barcarolle per violino, violoncello, armonium e pianoforte, op. 108; prima esecuzione a (La Trompette) Parigi 18 maggio 1898, con Guillaume Rémy (violino), Jiles Delsart (violoncello), Camille Saint-Saëns (harmonium), Louis Diémer (pianoforte).